# Ilsede
Ilsede là một đô thị của huyện Peine, bang Niedersachsen, Đức. Đô thị này có diện tích 28,43 km². Đô thị này tọa lạc bên sông Fuhse, cự ly khoảng 7 km về phía nam của Peine, và 20 km về phía tây của Braunschweig.